# Hujke (Ophidiiformes)
Hujke  (Ophidiidae), porodica riba, zmijolikog oblika, iz reda Ophidiiformes (Hujovki) s ukupno 50 rodova i 255 vrsta. Pripadaju isključivo morskim vrstama, a karakterizira ih četiri pipka ispod ustiju, te što su im i leđne i trbušne peraje spojene u jednu.
U hrvatskom jeziku dvije porodice riba nose ovo ime, hujke iz reda hujovki, i hujice ili hujke iz reda grgečki čiji je znanstveni naziv Ammodytidae.
Rasprostranjene su u sva tri oceana, jadranske vrste narastu do 20 centimetara, ali u tropskim područjima i do 200cm. (Lamprogrammus shcherbachevi).

## Rodovi
1. Rod Abyssobrotula
2. Rod Acanthonus
3. Rod Alcockia
4. Rod Apagesoma
5. Rod Barathrites
6. Rod Barathrodemus
7. Rod Bassogigas
8. Rod Bassozetus
9. Rod Bathyonus
10. Rod Benthocometes
11. Rod Brotula
12. Rod Brotulotaenia
13. Rod Cherublemma
14. Rod Chilara
15. Rod Dannevigia
16. Rod Dicrolene
17. Rod Enchelybrotula
18. Rod Epetriodus
19. Rod Eretmichthys
20. Rod Genypterus
21. Rod Glyptophidium
22. Rod Holcomycteronus
23. Rod Homostolus
24. Rod Hoplobrotula
25. Rod Hypopleuron
26. Rod Lamprogrammus
27. Rod Lepophidium
28. Rod Leptobrotula
29. Rod Leucicorus
30. Rod Luciobrotula
31. Rod Mastigopterus
32. Rod Monomitopus
33. Rod Neobythites
34. Rod Neobythitoides
35. Rod Ophidion
36. Rod Otophidium
37. Rod Parophidion
38. Rod Penopus
39. Rod Petrotyx
40. Rod Porogadus
41. Rod Pycnocraspedum
42. Rod Raneya
43. Rod Selachophidium
44. Rod Sirembo
45. Rod Spectrunculus
46. Rod Spottobrotula
47. Rod Tauredophidium
48. Rod Typhlonus
49. Rod Ventichthys
50. Rod Xyelacyba